# Wealthy

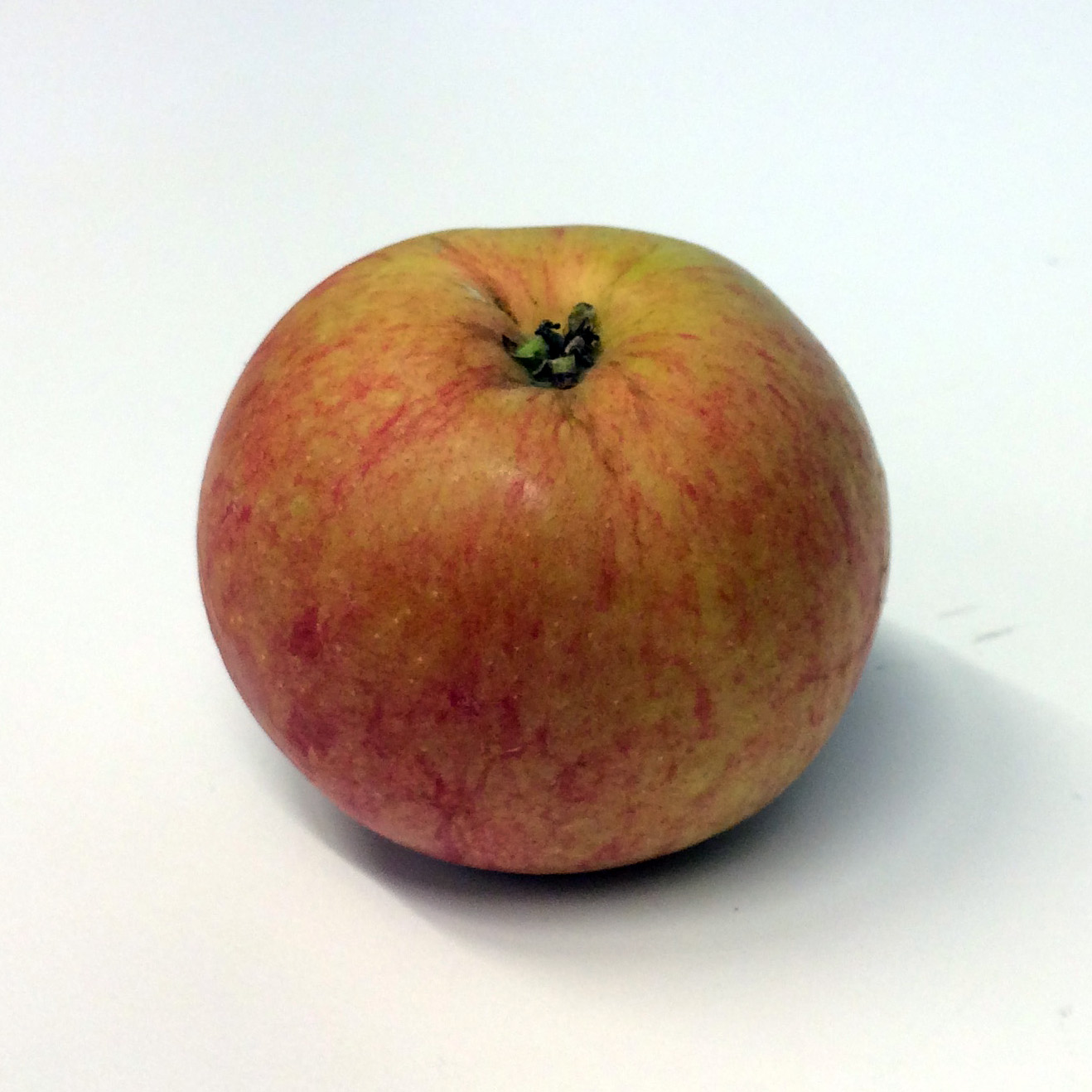
Ett äpple av sorten Wealthy, fotograferat i samband med Nordiska museets äppelfestival i september 2014.

Wealthy är en äppelsort som har sitt ursprung i USA. Skalet är mestadels av en röd färg, och köttet som är vitt, har en vinsyrlig, och ibland en aning lingonliknande smak. Blomningen på detta äpple är medeltidig, och äpplet pollineras av bland annat Antonovka, Charlamovsky, Cox Pomona, Filippa, James Grieve, Katja, Maglemer, McIntosh, Melba, Mio, Oranie, Risäter, Suislepper, Sävstaholm, Transparente Blanche och Åkerö. I Sverige odlas Wealthy gynnsammast i zon II–VI. 
Sorten började att säljas i Sverige år 1893 av Alnarps Trädgårdar.
Wealthy är mer av ett höstäpple i de varmare zonerna men ett lagringsdugligt vinteräpple i de kallare.